# Landgericht Litzmannstadt
Das Landgericht Litzmannstadt war ein deutsches Gericht der ordentlichen Gerichtsbarkeit im Bezirk des Oberlandesgerichtes Posen mit Sitz in Lodz (damaliger Name: Litzmannstadt).

## Geschichte
Das Landgericht Litzmannstadt wurde während der deutschen Besetzung Polens 1939 mit Erlass vom 26. November 1940 als Landgericht im Bezirk des Oberlandesgerichtes Posen gebildet. Der Sitz des Gerichtes war Litzmannstadt. Sein Sprengel umfasste die Stadt Litzmannstadt und die Kreise Litzmannstadt, Lask und Lentschütz. Dem Landgericht wurden folgende Amtsgerichte zugeordnet:
| Amtsgericht               | Sitz          |
| ------------------------- | ------------- |
| Amtsgericht Belchatow     | Belchatow     |
| Amtsgericht Brzeziny      | Brzeziny      |
| Amtsgericht Lask          | Lask          |
| Amtsgericht Lentschütz    | Lentschütz    |
| Amtsgericht Litzmannstadt | Litzmannstadt |
| Amtsgericht Ozorkow       | Ozorkow       |
| Amtsgericht Pabianice     | Pabianice     |
| Amtsgericht Tuschin       | Tuschin       |
| Amtsgericht Widawa        | Widawa        |
| Amtsgericht Zgierz        | Zgierz        |

Im Jahre 1945 wurde der Landgerichtsbezirk wieder unter polnische Verwaltung gestellt. Damit endete auch die kurze Geschichte des Landgerichtes Litzmannstadt und seiner Amtsgerichte. Wieder unter polnischer Verwaltung entstand das Sąd Okręgowy w Łodzi.

## Sondergericht Litzmannstadt
Am Landgericht Litzmannstadt war das Sondergericht Litzmannstadt (polnisch: Sąd Specjalny w Łodzi) eingerichtet. Dieses fällte eine Vielzahl von Unrechtsurteilen, insbesondere gegen Polen.